# رزویتا کروز
رزویتا کروز (به انگلیسی: Roswitha Krause) (زادهٔ ۳ نوامبر ۱۹۴۹) شناگر اهل آلمان است.